# Hans Loovens
Hans Loovens (Rotterdam, 7 augustus 1959) is een voormalig Nederlands voetballer.
Loovens werd in 1978 door FC Twente bij amateurvereniging HOV Rotterdam weggehaald. Bij Twente kwam hij echter tot slechts drie invalbeurten. Hij maakte zijn debuut in de Eredivisie op 28 oktober 1978 in een uitwedstrijd tegen PSV, toen hij in de 66e minuut in het veld kwam voor Theo Pahlplatz. Na slechts één seizoen verkaste Loovens in 1979 naar SVV. Hij speelde vervolgens van 1981 tot 1983 voor KSV Waregem in België en van 1983 tot 1985 voor De Graafschap. In 1985 keerde hij terug bij SVV. In 1990 werd hij afgekeurd voor het betaald voetbal en beëindigde hij zijn loopbaan.
Na zijn actieve carrière was Loovens onder meer hoofdtrainer van amateurvereniging XerxesDZB. Hij is de vader van voetballer Glenn Loovens.